# Municipio de Delaware (Arkansas)
El municipio de Delaware (en inglés: Delaware Township) es un municipio ubicado en el condado de Logan en el estado estadounidense de Arkansas. En el año 2010 tenía una población de 674 habitantes y una densidad poblacional de 5,31 personas por km².

## Geografía
El municipio de Delaware se encuentra ubicado en las coordenadas 35°15′54″N 93°19′55″O / 35.26500, -93.33194. Según la Oficina del Censo de los Estados Unidos, el municipio tiene una superficie total de 126.92 km², de la cual 119,59 km² corresponden a tierra firme y (5,77 %) 7,33 km² es agua.

## Demografía
Según el censo de 2010, había 674 personas residiendo en el municipio de Delaware. La densidad de población era de 5,31 hab./km². De los 674 habitantes, el municipio de Delaware estaba compuesto por el 94,81 % blancos, el 0,15 % eran afroamericanos, el 1,78 % eran amerindios, el 0,15 % eran asiáticos, el 1,93 % eran de otras razas y el 1,19 % eran de una mezcla de razas. Del total de la población el 2,97 % eran hispanos o latinos de cualquier raza.